# Монтеверде

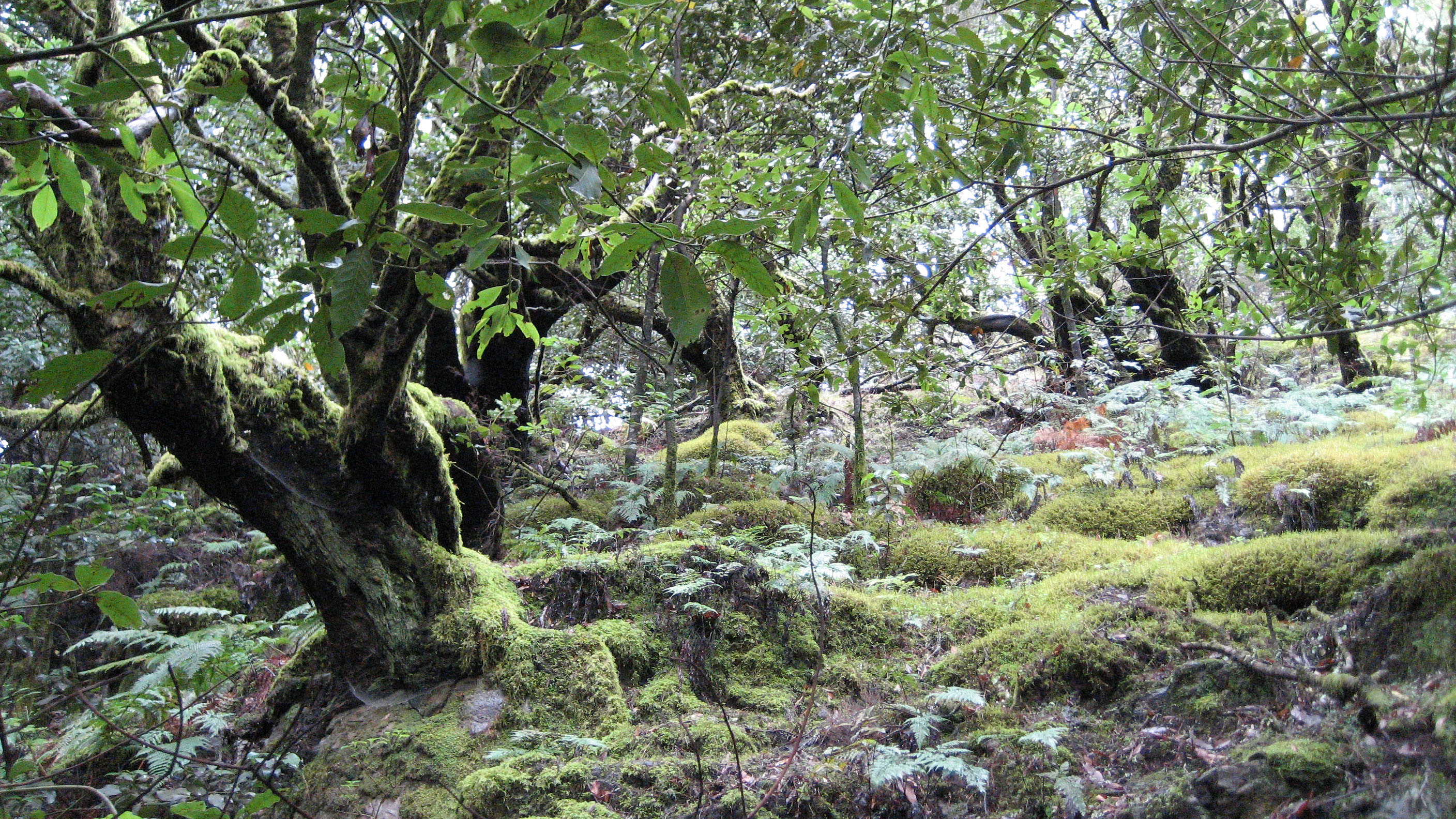
Лавровые леса в национальном парке Гарахонай, остров Гомера

Монтеве́рде (буквально — «зелёная гора») — пояс вечнозелёных лиственных лесов западных и центральных Канарских островов, располагающийся на высотах 400—1500 м над уровнем моря в условиях постоянного воздействия пассатов (северные сектора островов Тенерифе, Гомера, Пальма, Иерро, Гран-Канария). Подобные сообщества распространены также на Азорских островах и Мадейре. Данное сообщество и многие виды, входящие в его состав, являются реликтами третичного времени.

## Состав
Основу монтеверде на Канарских островах составляют лавровые леса («лаурисильва»/«лаурисилва») с доминированием четырёх видов из семейства Лавровые (Lauraceae): лавра канарского (Laurus novocanariensis), Apollonias barbusana, окотеи зловонной, или тиля (Ocotea foetens) и персеи индийской (Persea indica). В экотонных условиях — в зоне контакта с сосновыми лесами из канарской сосны, на вырубках и в краевых частях пассатного сектора формируются сообщества с доминированием ещё двух вечнозелёных пород: вереска древовидного (Erica arborea) и восковницы (Myrica faya). Эти сообщества получили местное название «файяль-брезаль» (исп. fayal-brezal). Почти все упомянутые виды деревьев являются реликтами почти исчезнувшей третичной средиземноморской флоры, виды которой господствовали в Южной Европе и Северной Африке примерно 15—40 млн лет назад.
Помимо доминирующих пород, в состав монтеверде входят другие виды деревьев: молочай медоносный (Euphorbia mellifera), падуб канарский (Ilex canariensis), черёмуха португальская (Prunus lusitanica subsp. hixa), падуб широколистный (Ilex platyphylla), Visnea mocanera, ива канарская (Salix canariensis), жёстер железистый (Rhamnus glandulosa). Из невысоких кустарников и трав заметную роль играют герань канарская (Geranium canariense), цедронелла канарская (Cedronella canariensis), зверобой крупнолистный (Hypericum grandifolium), папоротник Woodwardia radicans, калина жёсткая (Viburnum rigidum), лютик кортузолистный (Ranunculus cortusifolius), ежевика вязолистная (Rubus ulmifolius), вьюнок канарский (Convolvulus canariensis), канарина канарская, или «канарский колокольчик» (Canarina canariensis), Isoplexis canariensis, жеснуиния древовидная (Gesnouinia arborea).

## Природоохранный аспект
Лишь относительно небольшие участки вечнозелёных лесов уцелели с тех пор, как человек заселил Канарские острова. Во многих местах обезлесивание привело к значительной эрозии почвенного покрова. Большинство лавровых лесов сейчас охраняются, в том числе наиболее хорошо сохранившийся участок на горе Гарахонай в центральной части острова Гомера, получивший статус национального парка и объекта Всемирного природного наследия ЮНЕСКО.

## Галерея

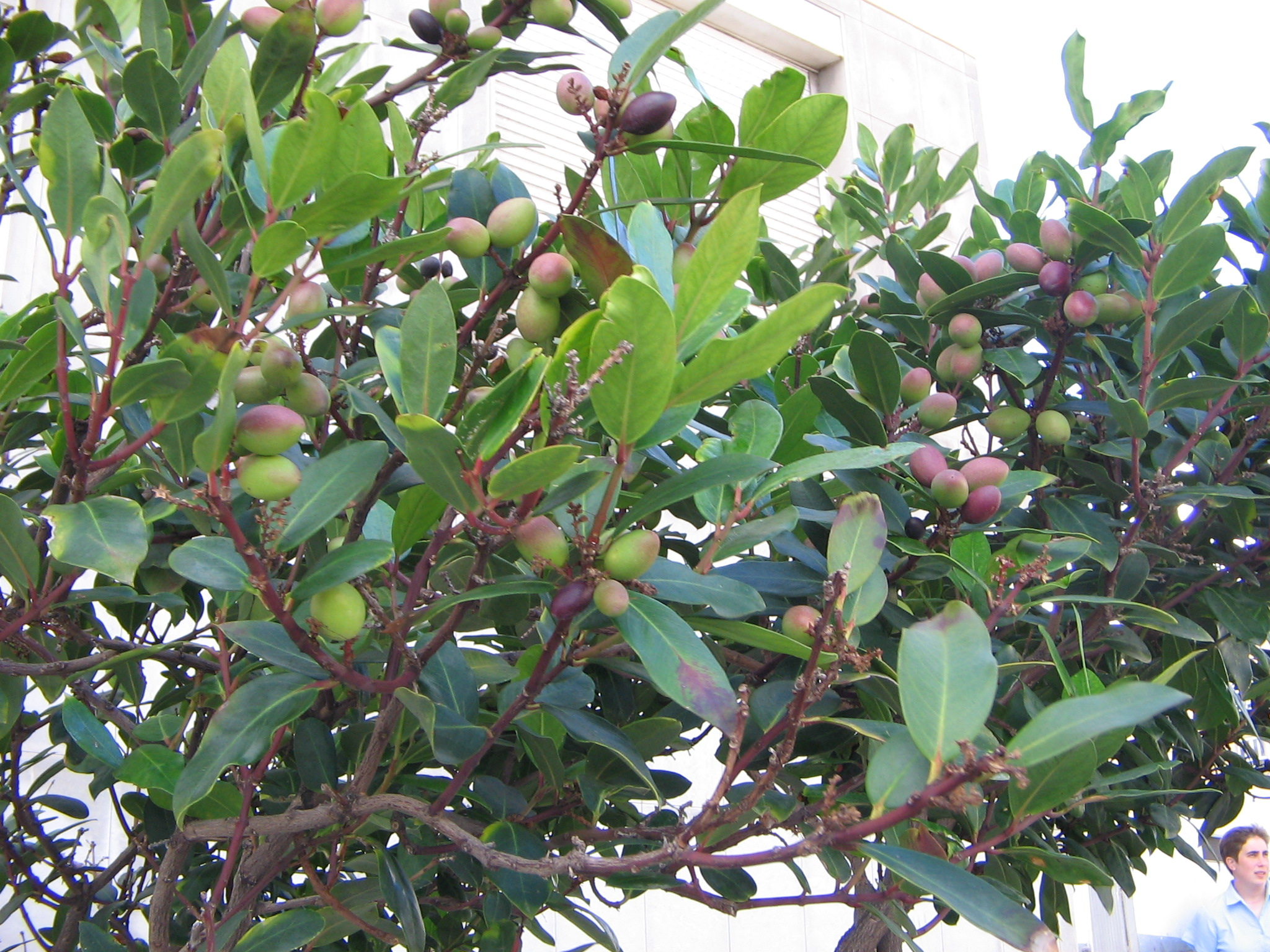
Персея индийская (Persea indica)
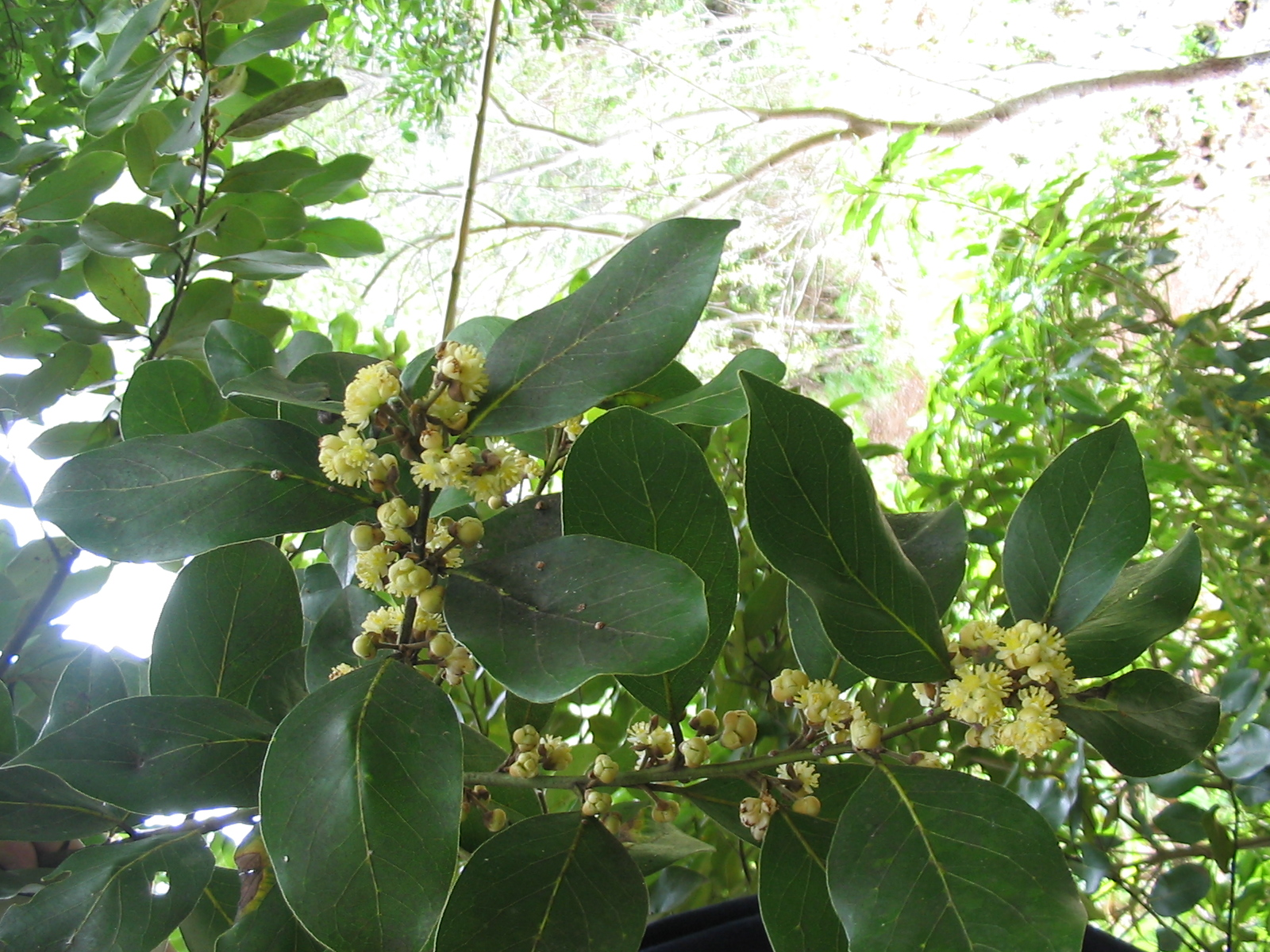
Лавр азорский (Laurus azorica)
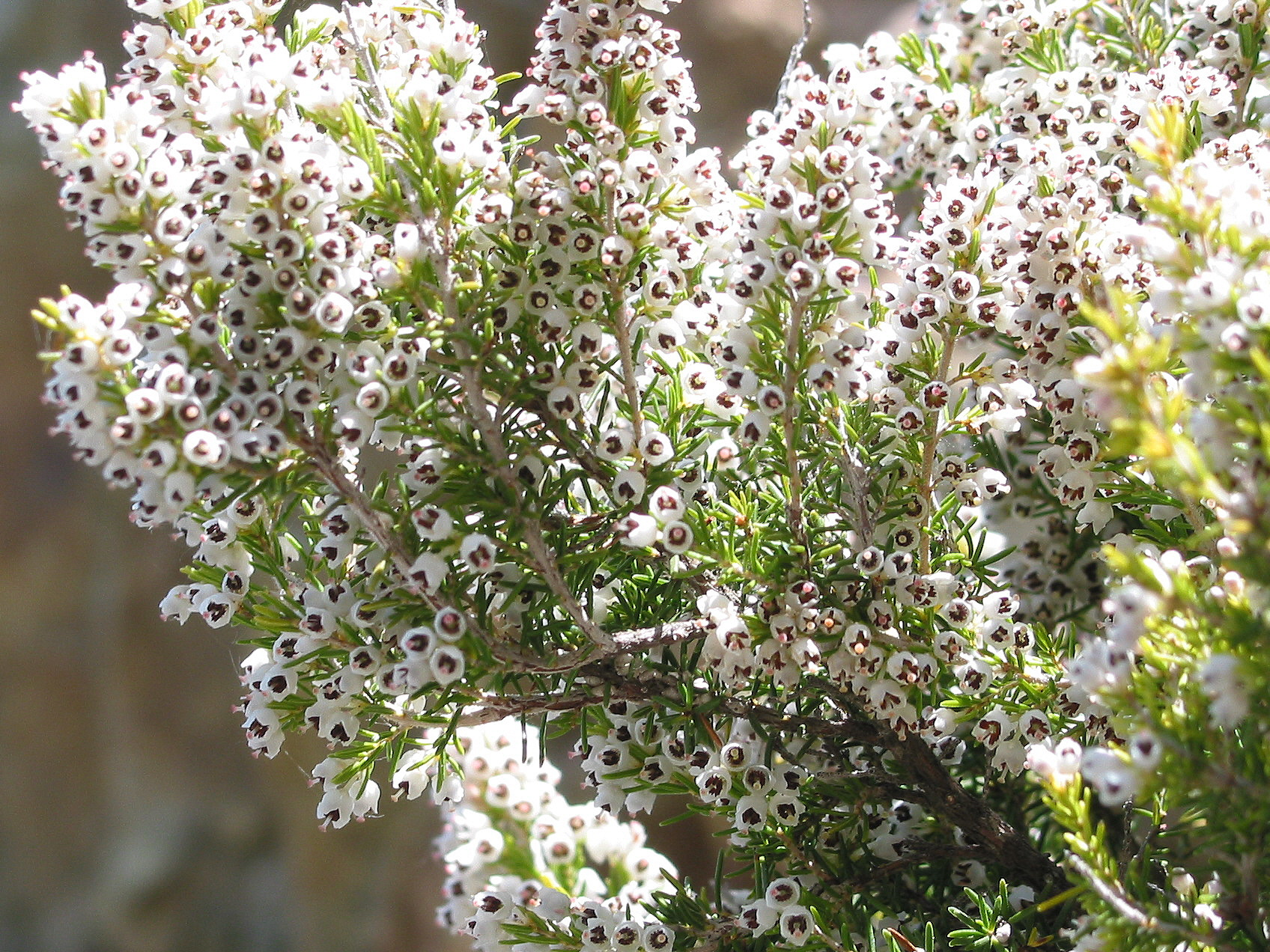
Эрика древовидная (Erica arborea)
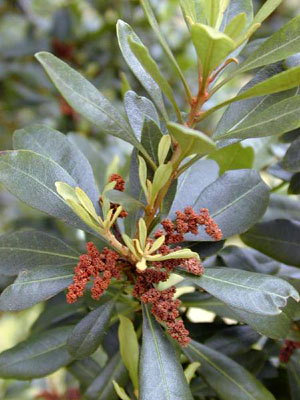
Восковница (Myrica faya)
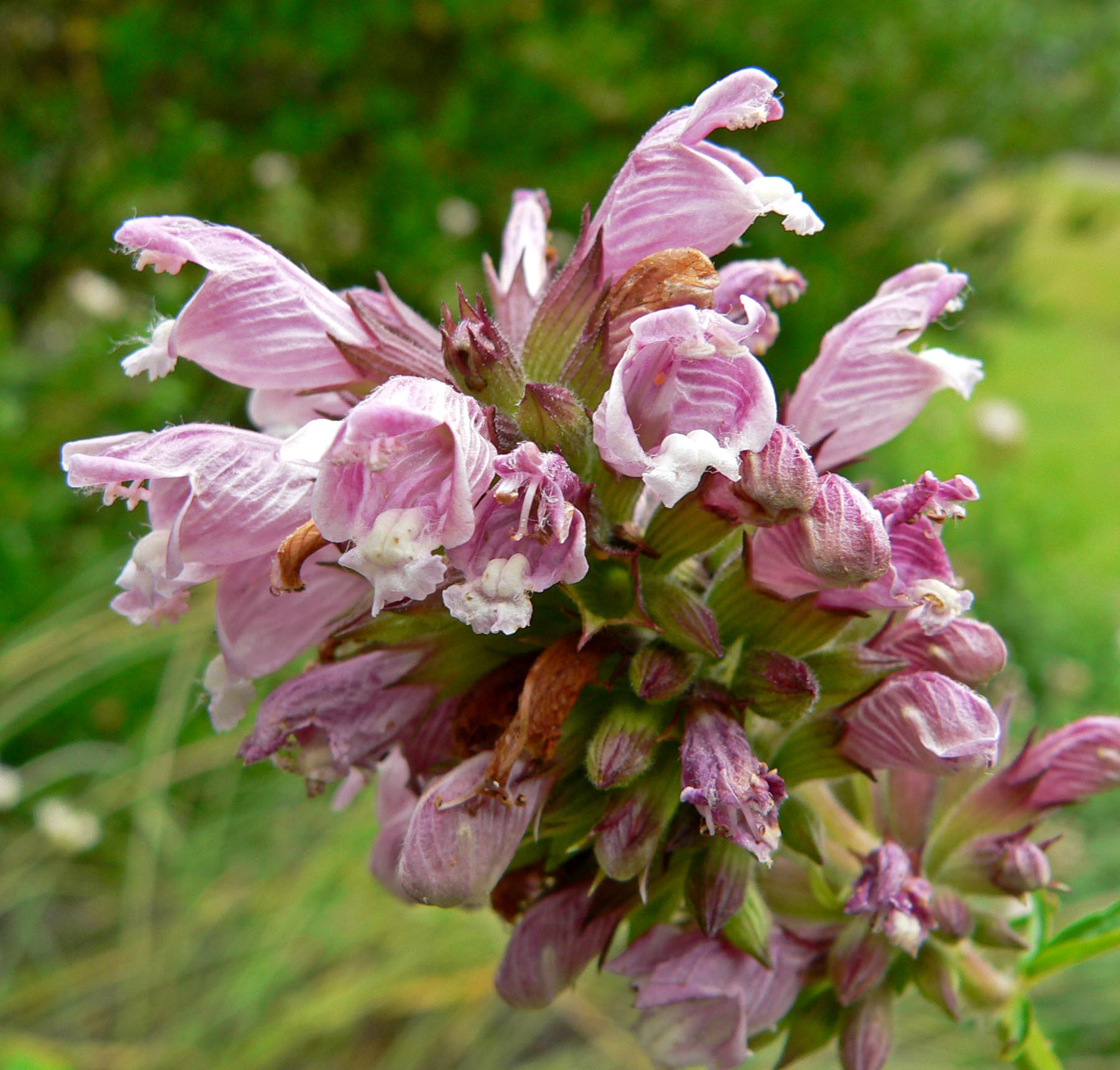
Цедронелла канарская (Cedronella canariensis)
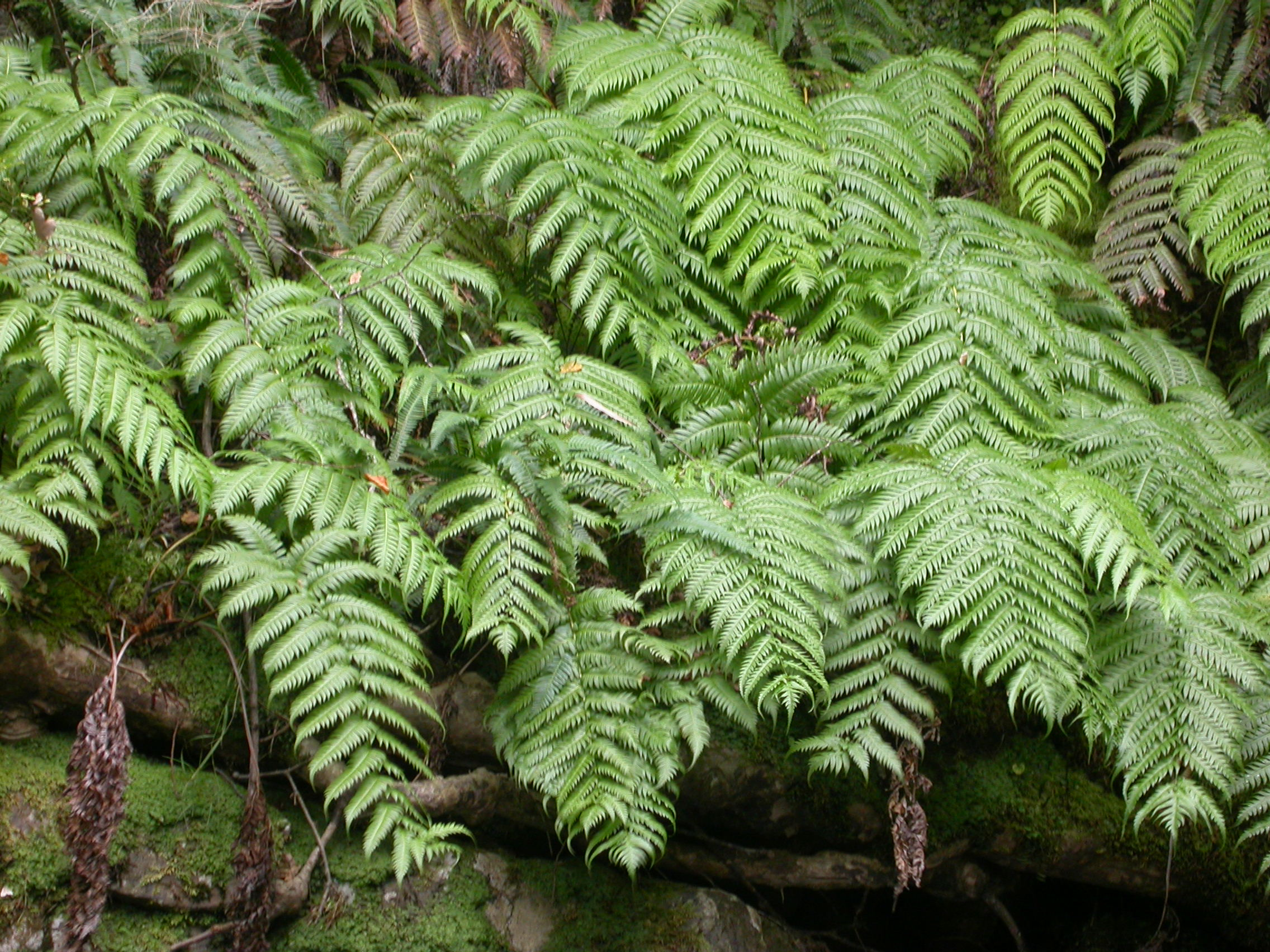
Папоротник Woodwardia radicans
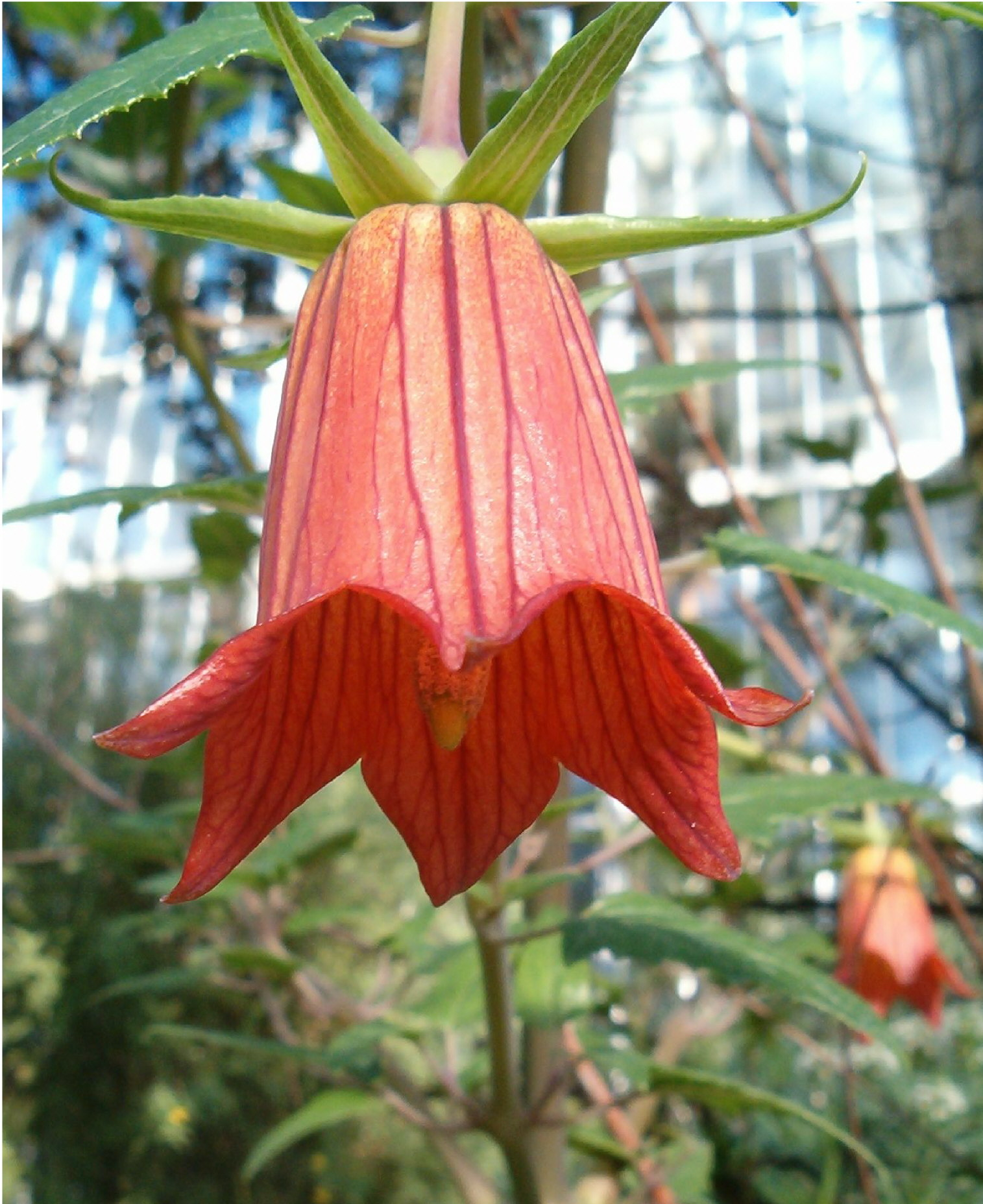
Канарина канарская, или «канарский колокольчик» (Canarina canariensis)
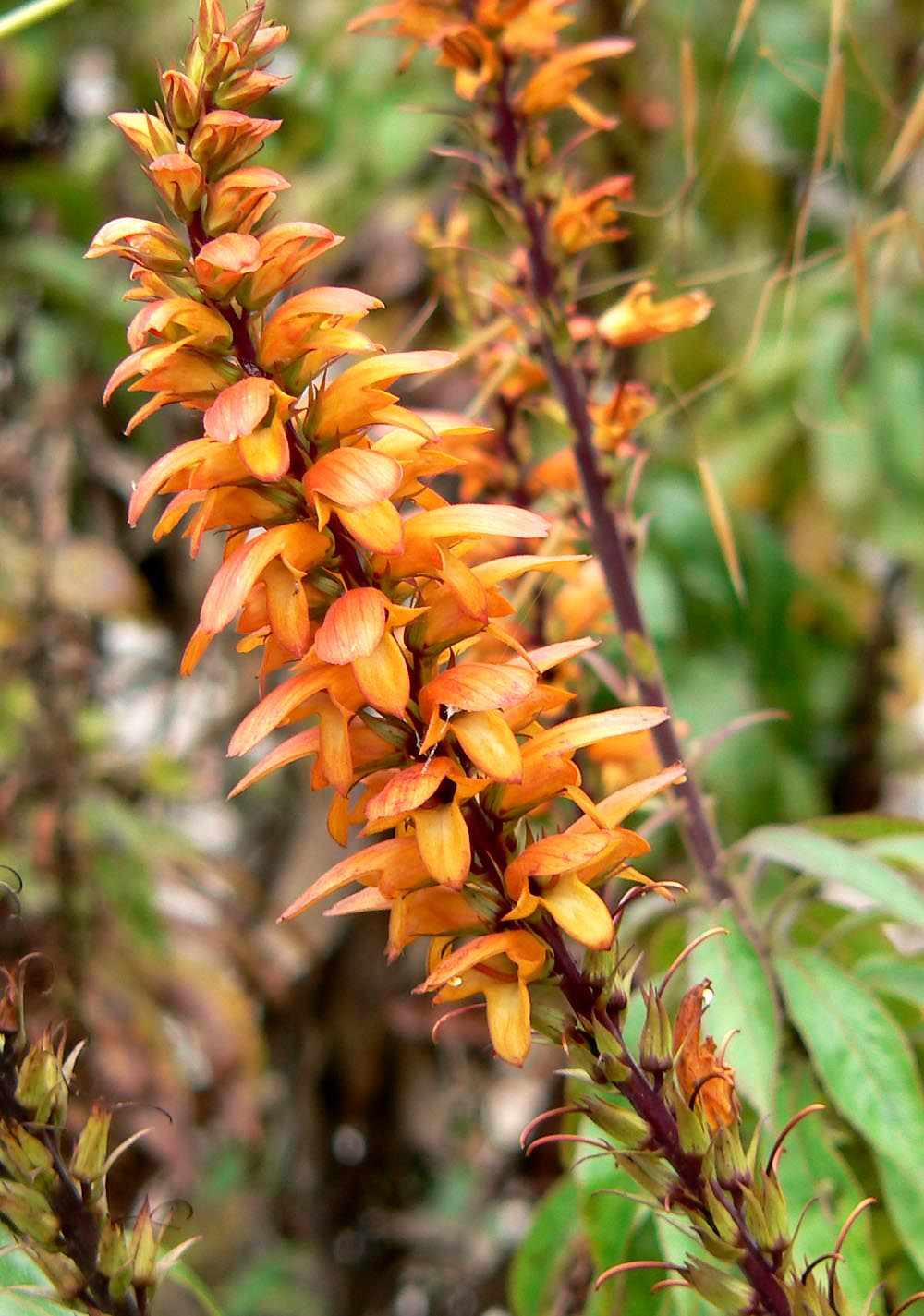
Isoplexis canariensis